# Platytylus bicolor
Platytylus bicolor är en insektsart som först beskrevs av Amédée Louis Michel Lepeletier och Jean Guillaume Audinet Serville 1825.  Platytylus bicolor ingår i släktet Platytylus och familjen ängsskinnbaggar. Inga underarter finns listade i Catalogue of Life.